# David Reid
David Terrell Reid (Filadelfia, 17 settembre 1973) è un ex pugile statunitense campione olimpico e mondiale.

## Carriera da dilettante
Reid ha avuto una carriera da pugile dilettante fulminea, che si è conclusa con la vittoria a sorpresa alle Olimpiadi di Atlanta 1996 nei pesi superwelter (fino a 71 kg.), battendo in finale il pugile cubano Alfredo Duvergel per K.O. alla terza ripresa. Questa vittoria ha fatto seguito a quella di Reid un anno prima ai Giochi Panamericani del 1995 di Mar del Plata nei pesi welter.
La medaglia d'oro vinta da Reid ad Atlanta 1996 fu l'unica vinta dagli Stati Uniti nel pugilato in quell'edizione dei Giochi Olimpici, esattamente com'era successo quattro anni prima con la vittoria a Barcellona 1992 di Oscar de la Hoya nei pesi leggeri. Fu così che, mentre de la Hoya era soprannominato "The Golden Boy", Reid venne soprannominato "The American Dream".

## Carriera professionistica
Reid ha iniziato la sua carriera professionistica, seguito con molta attenzione dalle riviste specializzate di pugilato, quando ha sconfitto Sam Calderon il 21 marzo 1997 ai punti con decisione unanime, in quattro round, ad Atlantic City.
Ha fatto seguito alla sua prima vittoria con altre vittorie tutte per KO, prima di incontrare l'ex campione mondiale dei pesi welter Jorge Vaca, il 3 ottobre dello stesso anno, sempre ad Atlantic City, battendolo per KO al primo round.
Ottenute altre vittorie dopo quella con Jorge Vaca, tra le quali spicca quella ottenuta contro l'ex campione del mondo Simon Brown per KO alla quarta ripresa nella sua città natale, si presentò al suo primo incontro per una corona continentale, quella dei pesi medio-leggeri WBC, contro James Cocker, sconfiggendolo ai punti in 12 riprese.
Campione dei pesi medi leggeri WBA
Dopo la vittoria con Cocker fu ritenuto pronto per un tentativo per il titolo mondiale dal suo team di managers, e fu così che il 6 marzo 1999 Reid divenne campione del mondo dopo soli dieci incontri da professionista (rendendolo uno dei pugili più rapidi a vincere un titolo mondiale dal debutto nei professionisti), battendo il campione dei pesi medi leggeri WBA Laurent Boudouani ai punti in dodici round ad Atlantic City.
Reid ha in seguito difeso il suo titolo mondiale con successo due volte, contro Kevin Kelly ad Atlantic City e contro Keith Mullings a Las Vegas, entrambi gli incontri vinti ai punti.
A quel punto Reid fece di Las Vegas la sua nuova casa e si parlava spesso di farlo combattere contro un certo numero di avversari, tra cui Roy Jones Jr., Bernard Hopkins, De La Hoya e Félix Trinidad.

## Match contro Trinidad
L'unica sfida di quei quattro possibili incontri avvenne il 3 marzo 2000, quando mise in palio la sua corona contro l'imbattuto Félix Trinidad a Las Vegas. Reid aveva un certo vantaggio durante i primi sei round, avendo atterrato Trinidad nel terzo round con l'incontro a quel momento vicino alla parità nei punteggi di tutti e tre i giudici. Tuttavia, venne a sua volta atterrato nel settimo round, subendo conseguentemente il distacco di una retina, e subendo altri tre atterraggi nell'undicesimo round, prima di perdere il titolo mondiale ai punti con decisione unanime in dodici round.
Molti tifosi di David Reid hanno poi messo in dubbio l'operato dei suoi managers, i quali lasciarono che Reid difendesse il suo titolo contro un veterano come Trinidad al solo quindicesimo incontro da professionista. Molti critici sostengono che il motivo del declino di Reid dopo la sua sconfitta contro Trinidad potrebbe essere dovuto a una rottura psicologica, ma resta il fatto che la sua retina distaccata lo ha condizionato per tutto il resto della sua breve carriera.

## Il ritiro
Reid tornò sul ring per quattro incontri. Vinse tre combattimenti contro avversari insignificanti, poi perse da Sam Hill per knock-out al nono round, in quello che sarebbe poi risultato essere il suo ultimo incontro, l'11 novembre 2001, a Elizabeth, Stato dell'Indiana. La sua retina gli causava sempre più problemi e quindi decise di ritirarsi prima di perdere la vista. Reid aveva sofferto per la prima volta di lesioni agli occhi durante le qualificazioni olimpiche del 1995 e, nonostante diversi interventi chirurgici quando era professionista, ha continuato a soffrire di ptosi.
Reid vanta un record da pugile professionista di 17 vittorie e due sconfitte, con 7 vittorie per knock-out.